# الخماملة الصفا (أولاد موسى)
الخماملة الصفا هو دُوَّار يقع بجماعة سيدي عابد، إقليم الجديدة، جهة الدار البيضاء سطات في المغرب. ينتمي الدوّار لمشيخة أولاد موسى التي تضم 18 دوارا. يقدر عدد سكانه بـ 923 نسمة حسب الإحصاء الرسمي للسكان والسكنى لسنة 2004. وحسب إحصاء 2014، وصل عدد سكانه 963 نسمة.

## الموقع
يقع دوار الخماملة الصفا على حدود جماعة سيدي عابد. و يقابله من جهة جماعة أولاد عيسى دوار الخماملة الدار. تشكل الدواران في الأصل من تجمع سكاني مشترك ذي روابط عائلية وقبلية.
تمر بالدوار أو بمحاذاته، الطريق الجهوية 301 الرابطة بين مدينة الجديدة (35 كلم) ومدينة الوليدية (41 كلم)، والطريق الإقليمية 3416، بالإضافة إلى طرق أخرى محلية.
تطل الجهة الغربية لدوار الخماملة الصفا على شاطئ المحيط الأطلسي برماله الذهبية اللون، وعلى محمية البحيرة الشاطئية سيدي موسى المصنفة وطنيا ودوليا (مركب سيدي موسى - الوليدية، رامسار 1474).

## التاريخ
في أواسط القرن العشرين، كان يتمركز بحدود دوار الخماملة الصفا قائد مخزني معروف باسم مولاي مصطفى. ولا تزال إقامته القديمة قائمة بعد ان اشترتها عائلة أخرى واعتنت بها. في مرحلة سابقة لفترة القائد مولاي مصطفى، كان هناك قائد آخر كان يدعى القائد الهاشمي، وقد جعل لنفسه إقامته في الحهة المقابلة من دوار الخماملة الدار المجاور والتي تهدمت ولم يبق منها الآن إلا الأطلال.
توجد بدوار الخماملة الصفا تلة مطلة على شاطئ المحيط الأطلسي وتحتوي على بقايا معمار عتيق وحفر تخزين من نوع توفري ومطمورة. يعتقد أهل الدوار بأن هذه الآثار تعود للبرتغاليين الذي احتلوا سابقا عدة نقاط على الساحل الأطلسي المغربي.

## المرافق
يوجد بدوار الخماملة الصفا مسجد، بئر عمومي عتيق يدعى "بئر الحاج"، مشروع بناء مدرسة ابتدائية قيد الإنجاز.

## الاقتصاد
يعتمد سكان دوار الخماملة الصفا عموما على الزراعة و تربية المواشي والصيد البحري. بينما يعتمد سكان دوار الخماملة الدار عموما على الصيد البحري.
يوجد بدوار الخماملة الصفا عدة ورشات لصناعة وتجارة مواد البناء، ورشات حدادة، تعاونيتان لتجميع الحليب و تثمين مواد فلاحية، وعدة دكاكين بقالة عامة.
سبق وو عرف دوار الخماملة الصفا خلال العقود الأخيرة من القرن العشرين، على غرار دواوير ساحلية أخرى، نشاطا اقتصاديا هاما. كان سكان الدوار متكثلين في إطار تعاونيتين تعملان على تصدير منتوجهم من الطماطم إلى أوروبا. أما حاليا، فيبيع أغلب المزارعين منتوجاتهم بِ سوق عمارة للخضر بالجملة المجاور. سمي هذا السوق باسم أحد سكان الدوار (رحمه الله) الذي كان معروفا لدى مرتادي السوق عندما كان في بدايته يعقد بجوار الدوار.

## روابط خارجية
- البوابة الوطنية للجماعات الترابية
- المندوبية السامية للتخطيط